# Cellulosaderivat
Cellulosa är en kedja (polymer) av sammanlänkade glukosenheter (monomerer). Ett cellulosaderivat är cellulosa där hydroxigrupperna (OH) längs med cellulosapolymeren till viss del byts ut mot andra ämnen och molekyler. Cellulosaderivaten får olika egenskaper beroende av vad som ersätter OH-grupperna i cellulosapolymeren. Ren cellulosa är till exempel inte löslig i vatten, men som derivat kan detta uppnås och så vidare. Exempel på vanligt förekommande derivat är metylcellulosa (MC), metylhydroxipropylcellulosa (MHPC), karboxylmetylcellulosa (CMC), hydroxipropylcellulosa (HPC), cellulosanitrat och etylcellulosa (EC).
Ett vanligt förekommande varunamn på hydroxipropylcellulosa (HPC) är Klucel. Detta kan fås i olika molekylstorlek, vilket styr viskositeten, och används bland annat inom läkemedelsindustrin som överdrag på tabletter för att underlätta sväljning (Klucel G). Det användes även som konsolideringsämne inom konservering av kulturhistoriskt material, (nedbrutet läder bland annat) men anses idag för instabilt att använda i samband med långtidslagring av historiskt material. Dock förekommer Klucel G fortfarande som gelbildare i olika vatten/lösningsmedelsbaserade rengöringssystem.